# Parepeolus aterrimus
Parepeolus aterrimus är en biart som först beskrevs av Heinrich Friese 1906.  Parepeolus aterrimus ingår i släktet Parepeolus och familjen långtungebin. Inga underarter finns listade i Catalogue of Life.